# Christer George
Christer George (Født 11. august 1979 i Oslo) er en Norsk fodboldspiller. som spiller på midtbanen. Christer George er født Norge af en norsk mor og en far fra Trinidad og Tobago. Hans tvillingebror Michael spiller håndbold på professionelt niveau